# Corentin Moutet
Corentin Moutet (Neuilly-sur-Seine, 19 d'abril de 1999) és un tennista francès.
S'ha desenvolupat bàsicament en el circuit ATP Challenger Tour, on ha aconseguit sis títols individuals. Amb aquests resultats va arribar al 51è lloc del rànquing individual l'any 2022.

## Palmarès

### Individual: 2 (0−2)
| Llegenda                          |
| --------------------------------- |
| Grand Slams (0−0)                 |
| ATP Finals (0−0)                  |
| ATP World Tour Masters 1000 (0−0) |
| ATP World Tour 500 (0−0)          |
| ATP World Tour 250 (0−2)          |

| Títols per superfície |
| --------------------- |
| Dura (0−1)            |
| Gespa (0−1)           |
| Terra batuda (0−0)    |

| Resultat  | Núm. | Data                | Torneig           | Superfície | Oponent           | Marcador    |
| --------- | ---- | ------------------- | ----------------- | ---------- | ----------------- | ----------- |
| Finalista | 1.   | 11 de gener de 2020 | Doha, Qatar       | Dura       | Andrei Rubliov    | 2−6, 6−7(3) |
| Finalista | 2.   | 28 de juny de 2025  | Mallorca, Espanya | Gespa      | Tallon Griekspoor | 5−7, 6−7(3) |

## Trajectòria

### Individual
| Open d'Austràlia | 1R  | Q1 | 1R | 2R | 2R | 2R  |  | 0 / 5 | 3 – 5 |
| Roland Garros | 2R  | 3R | 1R | 1R | 2R | 2R  |  | 0 / 6 | 5 – 6 |
| Wimbledon | A   | 2R | NC | 1R | A  | 2R  |  | 0 / 3 | 2 – 3 |
| US Open | 1R  | 1R | 3R | 2R | 4R | 1R  |  | 0 / 6 | 6 – 6 |
| Rànquing a final d'any | 144 | 83 | 77 | 92 | 51 | 133 |  |       |       |
| Llegenda: G: Guanyador; F: Finalista; SF: Semifinalista; QF: Quarts de final; Q: Qualificació; A: Absent; RR: Round Robin; |     |    |    |    |    |     |  |       |       |